# Lasiosphaeria rugulosa
Lasiosphaeria rugulosa är en svampart som först beskrevs av A.N. Mill. & Huhndorf, och fick sitt nu gällande namn av A.N. Mill. & Huhndorf 2004. Lasiosphaeria rugulosa ingår i släktet Lasiosphaeria och familjen Lasiosphaeriaceae.   Inga underarter finns listade i Catalogue of Life.